# 1151
Високе Середньовіччя •  Золота доба ісламу •  Реконкіста •  Хрестові походи •  Київська Русь

## Геополітична ситуація
Візантію очолює Мануїл I Комнін (до 1180). Конрад III є королем Німеччини (до 1152), Людовик VII Молодий королює у Франції (до 1180).
Апеннінський півострів розділений: північ належить Священній Римській імперії, середню частину займає Папська область, більша частина півдня належить Сицилійському королівству. Деякі міста півночі: Венеція, Піза, Генуя тощо, мають статус міст-республік.
Південь Піренейського півострова в руках у маврів. Північну частину півострова займають християнські Кастилія, Леон (Астурія, Галісія), Наварра та Арагонське королівство (Арагон, Барселона). Королем Англії є Стефан Блуаський (Етьєн де Блуа, до 1154), триває громадянська війна в Англії 1135—1154. Данія розділена між Свеном III та Кнудом V (до 1157).
Ізяслав Мстиславич княжить у Києві (до 1154), Володимирко Володаревич у Галичі, Ізяслав Давидович у Чернігові, Юрій Довгорукий в Суздалі. Новгородська республіка фактично незалежна. У Польщі період роздробленості. На чолі королівства Угорщина стоїть Геза II (до 1162).
На Близькому сході існують держави хрестоносців: Єрусалимське королівство, Антіохійське князівство, графство Триполі. Сельджуки окупували Персію та Малу Азію, в Єгипті владу утримують Фатіміди, у Магрибі Альмохади потіснили Альморавідів, у Середній Азії правлять Караханіди та Каракитаї. Газневіди втримують частину Індії. У Китаї співіснують держава ханців, де править династія Сун, держава чжурчженів, де править династія Цзінь, та держава тангутів Західна Ся. На півдні Індії домінує Чола. В Японії триває період Хей'ан.

## Події
- Ізяслав Мстиславич з підтримкою військ угорського короля Гези II та, спираючись на підтримку киян, прогнав з Києва Юрія Довгорукого. Він запросив княжити з собою дядька В'ячеслава. Спроба Юрія відбити Київ завершилася його поразкою в битві на Руті.
- Заснований Ржищів — місто обласного підпорядкування Київської області та перша згадка про це місто як Іван-город в Іпатіївському літописі (Ізначальний літопис).
- Візантійський імператор Мануїл I Комнін здобув перемогу над угорцями біля Земуна.
- Угорський король Геза II склав омаж німецькому королю Конраду III.
- Після смерті батька Жоффруа Генріх Плантагенет, майбутній король Англії, став герцогом Анжу.
- Болонья першою з італійських міських комун запровадила посаду подести.
- Гуриди спалили Газні й витіснили Газневідів у північну Індію.

## Народились
- Ігор Святославич  — новгород-сіверський князь (з 1178) і князь чернігівський (1198), похід якого на половців послужив сюжетною основою «Слова о полку Ігоревім»
- Володимир Ярославич — князь галицький. Син Ярослава Осмомисла і княгині Ольги Юріївни
- Ярославна (Єфросинія Ярославівна) — дружина Ігоря Святославича, князя новгород-сіверського, згодом чернігівського, дочка галицького князя Ярослава Осмомисла

## Померли
- 7 вересня — Жоффруа V Плантагенет — граф Анжу і Мена з 1129, граф де Мортен з 1141, герцог Нормандії з 1144, старший син графа Анжу та короля Єрусалимського Фулька V. Від його прізвиська пішла назва династії Плантагенети